# Искендер бей джамия
Искендер бей джамия или Меза джамия (на гръцки: Τέμενος του Ισκεντέρ Μπέη, Τέμενος Μεζά) е преустроен от имарет завие мюсюлмански храм в южномакедонския град Енидже Вардар (Яница), Гърция.
Джамията се намира на южния вход на града в бившата махала Джами-и Кебир, близо до улица „Егнатия“. Изградена е в 1510 – 1511 г. от внука на Евренос, Искендер бей, който умира на 26 февруари 1519 година в Албания, но е погребан в Енидже Вардар. Вероятно на мястото е съществувала джамия, построена от самия завоевател на града Евренос. Евлия Челеби в XVII век я нарича Голямата джамия. В 1667 – 1668 година пада куполът на храма и е възстановен в 1670 – 1671 от Сюлейман бей. Джамията е впечатляващ с размерите и величието си т-образен храм. Силно повредена е по време на Балканската война.
Евлия Челеби пише за нея: 
| „ | От всички най-благоустроена, уредена, обзаведена, разкрасена и посещавана от много хора е джамията Искендер бей, Тя се намира сред чаршията и е стар молитвен дом с покрит с олово купол. Над водещата към посоката за Мека врата е написана следната хронограма: Даде ѝ живот Искандер, потомък на Гази Евренос. Благ дом за възвишения му прадед, полезен за всички. Отплата на оня свят да му бъде нежно-синия рай, тъй както се появи хронограмата му: „Възнагради се с вечен дом". Година. . . . | “ |

В 1974 и отново в 2000 година джамията е обявена за паметник на културата.
- Джамията през 1916 – 1918 година
- Джамията през 1941 – 1944 година